# والتر فيتزجيرالد
والتر فيتزجيرالد (بالإنجليزية: Walter Fitzgerald)‏ هو ممثل بريطاني (وحمل سابقاً جنسية المملكة المتحدة لبريطانيا العظمى وأيرلندا)، ولد في 18 مايو 1896 في المملكة المتحدة، وتوفي في 20 ديسمبر 1976 بلندن في المملكة المتحدة.

## أعمال

### أفلام
- (1950) جزيرة الكنز[7][8]
- (1956) حول العالم في 80 يوما[9][10][11]

## وصلات خارجية
- والتر فيتزجيرالد على موقع IMDb (الإنجليزية)
- والتر فيتزجيرالد على موقع قاعدة بيانات برودواي على الإنترنت (الإنجليزية)
- والتر فيتزجيرالد على موقع قاعدة بيانات الفيلم (الإنجليزية)